# Villecomtal-sur-Arros
Villecomtal-sur-Arros är en kommun i departementet Gers i regionen Occitanien i sydvästra Frankrike. Kommunen ligger i kantonen Miélan som tillhör arrondissementet Mirande. År 2022 hade Villecomtal-sur-Arros 833 invånare.

## Befolkningsutveckling
Antalet invånare i kommunen Villecomtal-sur-Arros
Referens:INSEE